# Él (film)
Él (în spaniolă Él; difuzat în SUA sub titlul This Strange Passion) este un film mexican din 1953, regizat de Luis Buñuel după un scenariu inspirat din romanul lui Mercedes Pinto. Tratează multe teme comune cinematografiei lui Buñuel, inclusiv o poveste de dragoste din mai până în decembrie între o femeie și soțul ei burghez, obsesiv de protector, și accente de suprarealism. Filmul a fost înscris la Festivalul Internațional de Film de la Cannes din 1953.

## Rezumat
Filmul debutează cu o ceremonie religioasă de spălare a picioarelor într-o biserică creștină, unde Francisco observă o tânără atrăgătoare de cealaltă parte a încăperii. Ea părăsește brusc biserica, reușind să-i scape, în ciuda încercării lui de a o urmări. Câteva zile mai târziu, o revede în același loc. Făcându-și curaj, încearcă să-i vorbească, dar tânăra, Gloria, se arată distantă și îi spune că nu ar trebui să mai vorbească vreodată. Cu toate acestea, Francisco o urmărește până la un restaurant, unde o surprinde în compania prietenului său apropiat, Raul.
Mai târziu, Raul îi mărturisește că el și Gloria sunt logodiți și urmează să se căsătorească. Francisco pune la cale un plan pentru a o cuceri pe Gloria, organizând o petrecere la care cei doi sunt invitați. Când Gloria află că Francisco este gazda evenimentului, devine suspicioasă, dar în cele din urmă cedează farmecului și poziției lui sociale.
Povestea face un salt în timp: Francisco și Gloria sunt acum căsătoriți de ceva vreme. Într-o zi, Raul o întâlnește pe Gloria și ea începe să-i povestească despre începuturile mariajului. Urmează un lung flashback: Gloria îi descrie lui Raul viața alături de Francisco:o căsnicie marcată de gelozie, suspiciuni și un comportament posesiv. În spatele imaginii sale de bărbat respectabil și devotat, Francisco se dovedește a fi un soț controlator și abuziv.
În paralel, Francisco este implicat într-un proces legat de proprietăți, care îl afectează profund. Gloria, tot mai nefericită și temătoare, simte că nimeni nu o crede. Mama ei îl consideră pe Francisco un om onorabil, iar părintele Velasco o mustră pentru presupusul comportament nepotrivit cu alți bărbați. Acesta dezvăluie că Francisco a fost virgin până la căsătorie, ceea ce o lasă pe Gloria uimită. După ce află că soția lui i-a mărturisit preotului detalii intime, Francisco o împușcă cu un revolver încărcat cu gloanțe oarbe, „ca să-i dea o lecție”. Surprinzător, după acest incident, el pare mai blând și mai iertător.
Pentru o vreme, relația lor pare să se îmbunătățească. Însă instabilitatea lui Francisco reapare atunci când o duce pe Gloria în clopotnița unei biserici, unde, într-un acces de gelozie și dispreț față de „oamenii de jos”, o amenință că o va arunca peste balustradă. Gloria reușește să scape și fuge. Flashbackul se încheie aici, iar în prezent, Raul îi recomandă să-și părăsească soțul.
Totuși, Gloria se întoarce acasă, dar Francisco devine suspicios când vede că a fost adusă de cineva. Când află că a fost Raul, este devastat. Deși intenționează să divorțeze, încearcă o împăcare, crezând că între soția lui și Raul nu a fost nimic. Gloria mărturisește că era confuză și a simțit nevoia să se confeseze cuiva. Dar pentru Francisco, faptul că i-a împărtășit lui Raul problemele lor este o trădare de neiertat.
În acea noapte, Francisco încearcă să o lege pe Gloria în somn, dar ea se trezește și țipă. Înspăimântat, el se retrage. A doua zi, descoperă că ea a fugit. Își ia revolverul și pornește să o caute. Merge mai întâi la biroul lui Raul, apoi îi vede pe cei doi într-o mașină și îi urmărește până la biserica din scena inițială. Însă în interior descoperă că este vorba despre alt cuplu. Tulburat, Francisco are o criză psihotică, halucinând că toată congregația râde de el. Îl vede chiar și pe părintele Velasco râzând, ceea ce îl face să se năpustească spre altar și să-l agreseze. Oamenii intervin, iar părintele îl apără, spunând: „Nu-l răniți, e prietenul meu; a înnebunit!”
Mult timp mai târziu, Gloria, Raul și un copil mic vizitează o mănăstire. Aflăm că Francisco a fost primit acolo și trăiește acum ca frate călugăr. Cei trei nu vorbesc cu el, evitând să redeschidă răni vechi. Copilul poartă numele „Francisco”, lăsând să se înțeleagă că ar putea fi fiul său biologic. După plecarea lor, călugărul superior îi povestește lui Francisco despre vizită și confirmă bănuiala că băiatul este fiul Gloriei și al lui Raul. Cu o expresie resemnată, Francisco rostește: „Timpul mi-a dat dreptate… dar cu ce folos?” Filmul se încheie cu el rătăcind singur prin grădinile mănăstirii, îndreptându-se spre o ușă întunecată.

## Distribuție
- Arturo de Córdova ca Francisco Galvan din Montemayor
- Delia Garcés ca Gloria Vilalta
- Aurora Walker ca Doña Esperanza Vilalta
- Carlos Martínez Baena ca părintele Velasco
- Manuel Dondé în rolul lui Pablo
- Rafael Banquells ca Ricardo Luján
- Fernando Casanova ca Lic. Beltrán
- Luis Beristáin în rolul lui Raul Conde

## Producție
După finalizarea filmărilor inițiale pentru Aventurile lui Robinson Crusoe și amânarea lansării acestei producții pe termen nelimitat, Buñuel a decis să adapteze romanul Pensamientos de Mercedes Pinto, despre un soț paranoic. Buñuel a adăugat și amintiri personale despre soțul paranoic al surorii sale, Conchita, care a crezut odată, în mod eronat, că l-a văzut pe Buñuel făcându-i grimase vulgare pe stradă și s-a dus acasă să-și ia arma, până când familia sa l-a convins în cele din urmă că Buñuel locuia în Zaragoza la acea vreme. Buñuel a recunoscut elementele autobiografice din film și a afirmat că „poate fi filmul în care am pus cel mai mult din mine. Există ceva din mine în protagonist.”
Ulterior, Buñuel s-a plâns că a fost forțat să filmeze foarte repede și că ar fi vrut să refacă tot filmul. El a declarat că a procedat ca în majoritatea filmelor sale mexicane. „Mi-au propus un subiect, dar eu am venit cu altă idee, care, deși tot comercială, părea mai adecvată pentru ceea ce mă interesa pe mine.” Producătorul lui Buñuel l-a angajat pe actorul mexican născut în Yucatán, Arturo de Córdova, pentru rolul principal al lui Francisco Galvan de Montemayor. De Córdova fusese anterior o vedetă de la Hollywood în roluri de capă și spadă, dar accentul său puternic din Bronx i-a afectat adesea performanțele. Și Buñuel are o scurtă apariție în ultima scenă a filmului, în rolul unui preot.

## Receptare critică
Él a fost o dezamăgire din punct de vedere financiar, precum și al criticilor primite, iar în timpul proiecțiilor din Mexic s-au stârnit râsetele publicului. Buñuel a declarat ulterior că a fost dezamăgit de film în general, dar mândru că psihanalistul francez Jacques Lacan proiecta filmul pentru studenții săi ca exemplu de paranoia.
În ultimii ani, reputația filmului Él a crescut considerabil; filmul are o rată de aprobare de 100% pe Rotten Tomatoes, iar revista franceză Cahiers du Cinéma l-a numit unul dintre cele 100 de filme esențiale din toate timpurile.
Filmul a fost clasat pe locul 7 în lista celor mai bune 100 de filme mexicane din toate timpurile, conform a 25 de critici de cinema (1994/2020).